# وراوینپولدر
وراوینپولدر (به هلندی: Vrouwenpolder) یک منطقهٔ مسکونی در هلند است که در فیره (هلند) واقع شده‌است. وراوینپولدر ۱٬۱۲۱ نفر جمعیت دارد.